# Мпінга Касенда
Мпінга Касенда (20 серпня 1937 — 7 травня 1994) — конголезький дипломат і політик, прем'єр-міністр Заїру у 1977–1979 роках, міністр закордонних справ з 1993 до 1994 року.
Загинув в авіакатастрофі поблизу з Кіншасою.